# ساركومة عضلية ملساء
الساركومة العضلية الملساء (بالإنجليزية: Leiomyosarcoma، واختصارها LMS)، هي ورم سرطاني ينمو في العضلات الملساء. ويسمى الورم الحميد التي ينشأ من نفس النسيج ورم عضلي أملس (بالإنجليزية: leiomyoma). ومن المهم أيضا ملاحظة أنه في حين كان يعتقد أن الساركومة العضلية الملساء لا تنشأ من الورم العضلي الأملس، إلا أن هناك متغيرات من الورم العضلي الأملس التي تتطور إليه.
يتم تشخيص حوالي 1 في 100,000 شخص بالساركومة العضلية الملساء كل عام. الساركومة العضلية الملساء هي واحدة من الأنواع الأكثر شيوعا من ساركومة الأنسجة الرخوة، والتي تمثل 10 في المئة إلى 20 في المئة من الحالات الجديدة، (الساركومة العضلية الملساء في العظام هي الأكثر ندرة). حدوث الساركومة نادر، حيث تشكل 1٪ فقط من حالات السرطان لدى البالغين. وقد تكون الساركومة العضلية الملساء غير متوقعة، ويمكن أن تظل كامنة لفترات طويلة من الزمن وتظهر مرة أخرى بعد سنوات. وهي سرطان مقاوم، وذلك يعني أنها لا تستجيب للعلاج الكيميائي أو الإشعاع بشكل كبير عموما. وأفضل النتائج تكون عند إزالتها جراحيا مع حواف سليمة واسعة في وقت مبكر، عندما تكون صغيرة ولا تزال في الموقع.

## الموقع
تشكل خلايا العضلات الملساء العضلات غير الطوعية، والتي توجد في معظم أجزاء الجسم، بما في ذلك الرحم، والمعدة، والأمعاء، وجدران جميع الأوعية الدموية، والجلد. وبالتالي فمن الممكن أن تظهر الساركومة العضلية الملساء في أي موقع في الجسم. وهي الأكثر شيوعا في الرحم، والمعدة، والأمعاء الدقيقة، وخلف الصفاق.
وتنشأ الساركومة العضلية الملساء في الرحم من العضلات الملساء الموجودة في طبقة العضلات من الرحم. بينما تنشأ الساركومة العضلية الملساء السطحية من العضلات المقفة للشعرة في الجلد. وقد تنشأ في الجهاز الهضمي من العضلات الملساء في الجهاز الهضمي أو من الأوعية الدموية. ومن المواقع الأولية الأخرى: أقصى خلف الصفاق (في البطن، وراء الأمعاء) والأعضاء الجذعية والبطنية، وما إلى ذلك. كما يمكن أن تنمو من طبقة العضلات في الأوعية الدموية (الغلالة الوسطانية). وبالتالي يمكن أن تتخذ الساركومة العضلية الملساء أي مكان في الجسم به أوعية دموية كموقع أولي.
وعادة ما تكون هذه الأورام نزفية ورخوة ومتميزة بتعدد الأشكال وعدد الانقسامات غير الطبيعي، ونخر الخلايا السرطانية المتخثرة تحت المجهر. وهناك تشخيص تفريقي واسع يتضمن سرطان الخلايا المغزلية، والورم الميلانيني مغزلي الخلايا، والساركومة الليفية، وورم الغمد العصبي المحيطي الخبيث.

## العلاج
الجراحة هي الطريقة الأكثر فعالية والمفضلة لمهاجمة الورم. وإذا كانت الحواف الجراحية للورم ضيقة أو غير واضحة، أو في بعض الحالات التي يكون هناك بقايا خلايا سرطانية بعد الجراحة، يعطي العلاج الكيميائي أو الإشعاع فائدة واضحة للبقاء على قيد الحياة. ورغم أن الساركومة العضلية الملساء تميل إلى أن تكون مقاومة للإشعاع والعلاج الكيميائي، إلا أن كل حالة تختلف عن الأخرى، ويمكن أن تختلف النتائج على نطاق واسع.
غالبا ما تستجيب الساركومة العضلية الملساء ذات الأصل الرحمي في كثير من الأحيان، ولكنها لا تستجيب دائما للعلاجات الهرمونية.

## حالات مشهورة
من الأشخاص البارزين المصابين بالساركومة العضلية الملساء:
- جيم بويسن: مطور برامج وأول من خضع لعملية زراعة الجمجمة وفروة الرأس في العالم.[14]
- بادما أتلوري: كاتب المسلسلات التلفزيونية رجال في الشجر و90210.[15][16]
- لاعب كرة القدم كيث ويلر: الذي لعب أكثر من 300 مباراة للثعالب، وسجل 47 هدفا. كما أحرز 4 مباريات لإنجلترا، وسجل هدف واحد.[17]
- كاتي برايس (جوردن).[18]
- طبيبة الصحة العامة الكندية شيلا باسرور (1956-2008)، التي أُصيبت بالساركومة العضلية الملساء الرحمية في عام 2006.[19]
- الممثلة الأمريكية ديانا ساندز.[20]
- الكوميدي الكندي إيروين باركر، الذي ظهر في الفيلم الوثائقي «هذا هو وقتي»، والذي أرخ معركته مع الورم. ومن كلمات باركر الخاصة: «السرطان امتلك جسدي ولكن ليس روحي، وسوف استمر في صنع النكات رغما عن السرطان».[21]
- ج. ماكجوير مدرب محترف للهوكي على الجليد منذ فترة طويلة، ونائب الرئيس لمكتب دوري الهوكي الوطني المركزي للكشافة.
- د. ايمي ريد (الطبيب الأمريكي الذي دافع عن وقف استخدام التقطيع، والذي ثبت أنه ينشر المرض).[22]
- باتريشيا إليوت، الحائزة على جائزة توني للمسرح وممثلة أوبرا الصابون.[23]

## روابط خارجية
- Two Detailed Review Articles on Leiomyosarcoma نسخة محفوظة 15 يونيو 2012 على موقع واي باك مشين.
- LMS leiomyosarcoma.info Comprehensive reference site for information on leiomyosarcoma
- National Leiomyosarcoma Foundation
- Leiomyosarcoma Direct Research Foundation
- Sloan Kettering website نسخة محفوظة 29 أكتوبر 2011 على موقع واي باك مشين.
- #2434 (Pathology images)
- Gastrointestinal Stromal Tumors في موقع إي ميديسين
- Live Leiomyosarcoma Video (Gupta Gastro Associates Unique Findings)